# ان اسما
ان اسما (استونیایی: Enn Eesmaa؛ زادهٔ ۷ ژوئن ۱۹۴۶) روزنامه‌نگار، سیاستمدار و نماینده مجلس اهل استونی است.